# Anthony Michael Hall

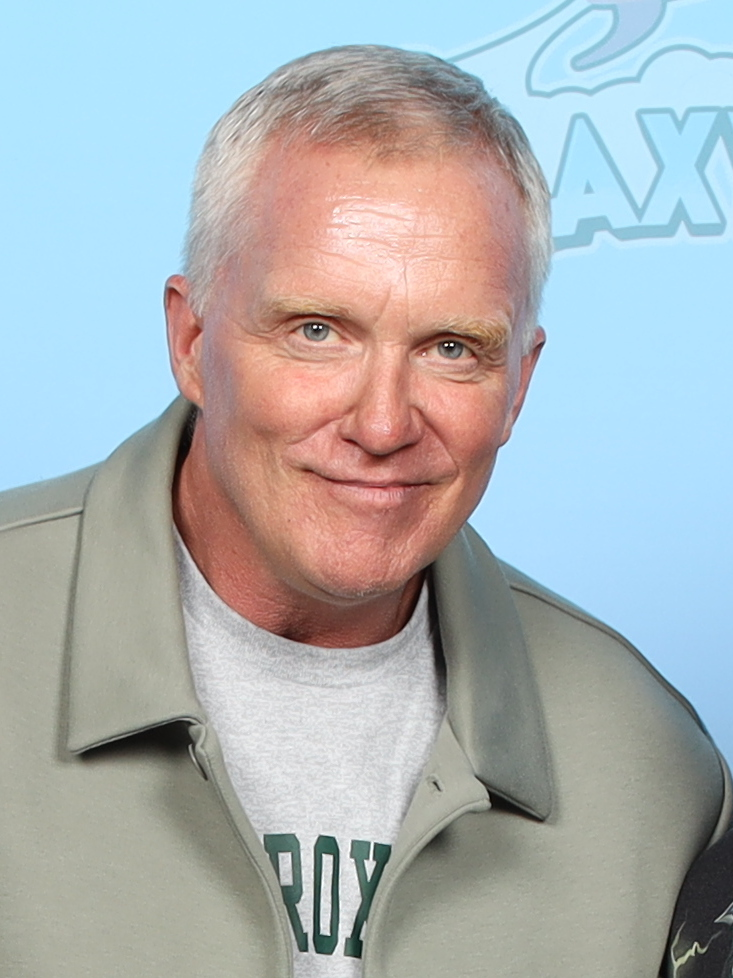
Anthony Michael Hall (2024)

Michael Anthony Thomas Charles Hall (* 14. April 1968 in West Roxbury, Massachusetts) ist ein US-amerikanischer Schauspieler und Filmproduzent.

## Leben
Anthony Hall ist der Sohn eines Ladenbesitzers und einer Jazzmusikerin. Er wuchs bei seiner Mutter auf und lebte in seiner Kindheit abwechselnd an der Ost- und Westküste der Vereinigten Staaten. Über seine Mutter hat er noch eine Halbschwester namens Mary Chestaro. Die Schule besuchte er in New York City. Bereits im Alter von acht Jahren wurde er als Kinderdarsteller tätig und trat in mehreren Werbespots auf. Dies wurde auch durch seine Mutter sehr gefördert.
1980 machte er sein Fernsehdebüt in einer Fernsehverfilmung namens The Gold Bug, in welcher er den jungen Edgar Allan Poe darstellte. 1982 folgte eine weitere Rolle in der Kinderkomödie Six Pack. Ein Jahr später durfte er in Die schrillen Vier auf Achse nach einem Drehbuch von John Hughes eine der größeren Rollen übernehmen. Die Zusammenarbeit zwischen Hall und Hughes setzte sich anschließend bei den Highschool-Filmen Das darf man nur als Erwachsener (1984), The Breakfast Club (1985) und L.I.S.A. – Der helle Wahnsinn (1985) fort. Die größeren Rollen in diesen Komödien machten Hall einem breiten Publikum bekannt, legten ihn jedoch zugleich auf die Rolle des bei Mitschülern nicht unbedingt beliebten, sonderbaren Geeks fest. Hall galt Mitte der 1980er-Jahre als Alter Ego von Hughes auf der Leinwand. Später lehnte er Rollen in weiteren Hughes-Filmen wie Ferris macht blau ab, um sich von dem Rollenschema des Geeks zu entfernen.
Von 1985 bis 1986 war der damals erst 17-jährige Hall als Mitglied in der Fernsehshow Saturday Night Live involviert. Er ist bis heute das jüngste Besetzungsmitglied von Saturday Night Live. 1986 machte er dann in dem Film Heiße Hölle L.A. sein Debüt im Action-Genre. Der Erfolg dieses Films, in dem er eine betont härtere Rolle spielte, blieb jedoch aus. Ursprünglich sollte er in dem Kriegsfilm Full Metal Jacket von Stanley Kubrick die Hauptrolle übernehmen, jedoch stieg er aus dem Projekt vorzeitig wieder aus und wurde durch Matthew Modine ersetzt. 1988 folgte der Sportfilm Johnny be Good, welcher jedoch von den Kritikern verrissen wurde. In den 1980er-Jahren galt Hall als ein Teil des Brat Packs, das insbesondere für wilde Partys bekannt war, und er machte gegen Ende des Jahrzehnts mit Alkoholproblemen Schlagzeilen, die seine Karriere bedrohten.
1990 verkörperte er in Tim Burtons Edward mit den Scherenhänden den Bösewicht, was ein Comeback für ihn bedeutete. Danach spielte er vorwiegend in einer Reihe von Low-Budget-Produktionen und Fernsehfilmen. 1994 führte er bei dem Kinofilm Julius Caesar Superstar Regie, in welchem er auch die Hauptrolle eines erfolglosen Rockmusikers darstellte. Der Film geriet jedoch zum Flop und Hall blieb bei der Schauspielerei. Im Jahr 1999 spielte er in der Emmy-nominierten Biografie Die Silicon Valley Story die Hauptrolle des Bill Gates. Von 2002 bis 2007 übernahm Hall in der US-Serie Dead Zone die Rolle der Hauptfigur Johnny Smith in allen sechs Staffeln. Er betätigte sich ebenfalls als einer der Produzenten von Dead Zone. In Christopher Nolans Film The Dark Knight (2008) war Hall in einer kleineren Nebenrolle als Fernsehreporter zu sehen. 2013 stand er als Red neben Mickey Rourke und Danny Trejo für Roel Reinés Western Dead in Tombstone vor der Kamera.
Neben der Schauspielerei hat Hall als weitere Leidenschaft die Musik. Mit seiner Band Hall of Mirrors hat er ein Album Welcome to the Halls Of Mirrors herausgebracht. Seit 2019 ist Hall mit der Schauspielerin Lucia Oskerova verlobt.

## Filmografie (Auswahl)
- 1980: ABC Weekend Specials (Fernsehserie, Folge 3x08 The Gold Bug)
- 1981: NBC Special Treat (Fernsehserie, Folge 7x01 Jennifer’s Journey)
- 1981: CBS Library (Fernsehserie, Folge Orphans, Waifs and Wards, Stimme)
- 1982: Rascals and Robbers: The Secret Adventures of Tom Sawyer and Huck Finn (Fernsehfilm)
- 1982: Six Pack
- 1983: Running Out (Fernsehfilm)
- 1983: Die schrillen Vier auf Achse (National Lampoon’s Vacation)
- 1984: Das darf man nur als Erwachsener (Sixteen Candles)
- 1985: The Breakfast Club
- 1985: L.I.S.A. – Der helle Wahnsinn (Weird Science)
- 1985–1986: Saturday Night Live (Fernsehshow)
- 1986: Heiße Hölle L.A. (Out of Bounds)
- 1988: Johnny be Good
- 1990: Mein Kumpel, der Kobold (A Gnome Named Gnorm)
- 1990: Edward mit den Scherenhänden (Edward Scissorhands)
- 1992: Into the Sun
- 1992: Ein heißer Job (Who Do I Gotta Kill?)
- 1993: Geschichten aus der Gruft (Tales from the Crypt, Fernsehserie)
- 1993: Das Leben – Ein Sechserpack (Six Degrees of Separation)
- 1994: James A. Michener’s Texas (Fernsehfilm)
- 1994: Julius Caesar Superstar (Hail Caesar, auch Regie)
- 1995: Bloody Secret – Die Kunst zu Töten (A Bucket of Blood, Fernsehfilm)
- 1995: Ripple (Kurzfilm)
- 1995: New York Cops – NYPD Blue (NYPD Blue, Fernsehserie)
- 1995: Tödliches Spiel (Deadly Games, Fernsehserie)
- 1996: Die Gruft in den Sümpfen (The Grave)
- 1996: Geiseldrama an Bord von Flug 285 (Hijacked: Flight 285, Fernsehfilm)
- 1996: Mord ist ihr Hobby (Murder, She Wrote, Fernsehserie)
- 1996: Exit in Red
- 1997: No Night Stand (Trojan War)
- 1997: Der Hotelboy (The Jamie Foxx Show, Fernsehserie)
- 1997: Revenge – Wettlauf mit der Zeit (Cold Night Into Dawn)
- 1997: Diagnose: Mord (Diagnosis Murder, Fernsehserie)
- 1998: Poltergeist – Die unheimliche Macht (Poltergeist: The Legacy, Fernsehserie)
- 1998: Killing Grounds – Goldjagd in Kalifornien
- 1999: Dirt Merchant
- 1999: Der Kuss der Killerin (Revenge)
- 1996–1999: Ein Hauch von Himmel (Touched by an Angel, Fernsehserie)
- 1999: The Crow – Die Serie (The Crow: Stairway to Heaven, Fernsehserie)
- 1999: Die Silicon Valley Story (Pirates of Silicon Valley)
- 1999: Chicken Soup for the Soul (Fernsehserie, Folge Billy)
- 1999: 2 Little, 2 Late
- 1999: A Touch of Hope (Fernsehfilm)
- 2000: The Hunger (Fernsehserie, Folge 2x14 Wrath of God)
- 2000: Happy Accidents
- 2000: The Photographer
- 2001: Hitched (Fernsehfilm)
- 2001: The Caveman’s Valentine
- 2001: Freddy Got Fingered
- 2001: 61* (Fernsehfilm)
- 2001: Hysteria. Die Def-Leppard-Story (Hysteria: The Def Leppard Story, Fernsehfilm)
- 2002: All About the Money (All About the Benjamins)
- 2002–2007: Dead Zone (The Dead Zone, Fernsehserie, 81 Folgen)
- 2005: Funny Valentine
- 2007: LA Blues
- 2007: Final Approach – Im Angesicht des Terrors (Final Approach, Fernsehfilm)
- 2008: The Dark Knight
- 2010: CSI: Miami (Fernsehserie, Folge 8x14 In the Wind)
- 2011: Warehouse 13 (Fernsehserie, 3 Folgen)
- 2013: Dead in Tombstone
- 2013: Awkward – Mein sogenanntes Leben (Awkward., Fernsehserie, 10 Folgen)
- 2013–2014: Psych (Fernsehserie, 3 Folgen)
- 2014: Foxcatcher
- 2015: Z Nation (Fernsehserie, Folge 2x11)
- 2016: Murder in the First (Fernsehserie, 5 Folgen)
- 2016: Live by Night
- 2017: War Machine
- 2017: Bodied
- 2018: Riverdale (Fernsehserie, Folge 3x4)
- 2019: Marvel’s Agents of S.H.I.E.L.D. (Fernsehserie, Folge 6x07)
- 2019–2023: Die Goldbergs (The Goldbergs, Fernsehserie, 9 Folgen)
- 2020: The Blacklist (Fernsehserie, 2 Folgen)
- 2021: Halloween Kills
- 2022: Clerks III
- 2024: Air Force One Down: Die Agentin des Präsidenten (Air Force One Down)
- 2024: Trigger Warning
- 2025: Reacher (Fernsehserie, 8 Folgen)